# 정훈석
정훈석(1971년 12월 18일 ~ )은 대한민국의 성우로, 1995년 한국방송 성우극회 공채 25기로 입사했다.

## 출연작

### 애니메이션
- 죠니뎁의 랭고 - 랭고
- 골든보이 - 킨타로
- 탑블레이드(SBS) - 가란드 체트발트
- 구슬대전 배틀 비드맨(KBS) - 비드대마왕
- 천하통일 파이어비드맨(KBS) - 아큘라스 / 클라우드
- 메타제트(KBS) - 트레이
- 볼츠와 블립(KBS) - 감독 / 락 / 스크래피
- 랭고(2011년) - 랭고
- 수호요정 미셸(KBS) - 이안 / 마리오 / 운전사 / 세르주
- 배트맨(특선)(SBS)
- 디지몬 어드벤처(KBS) - 꼬끼몬
- 마법소녀 위치(SBS) - 세드릭
- 갤럭시 키즈(KBS) - 저우
- 헬로 카봇(KBS) - 패트론
- 테니스의 왕자(SBS) - 마영일
- 스페이스 힙합덕(KBS) - 꼭두버기
- 파워퀀텀맨(KBS) - 기호철
- 싸이킥스(MBC)
- 아쥐르와 아스마르(KBS) - 아쥐르
- 도기 파라다이스(KBS)
- 은하영웅 사이버트론(SBS) - 샌드스톰
- 명탐정 코난(KBS) - 차은철(9화), 남자3(10화), 임성국 (13,14화), 직원1(33화), 최두진 (49화), 송정황 (59화), 하병진 (69,70화)
- 명탐정 코난 (애니메이션) (15기)(투니버스) - 엄상민, 남자1, 백기현
- 팽이대전 G블레이드(SBS) - 가란드
- 알로하 스쿠비 두(카툰네트워크) - 마누
- 수신연무(애니맥스) - 류우
- 소년 음양사(애니맥스) - 구렌
- 비밀요원 터프퍼피(니켈로디언) - 래리
- 올림포스 가디언(SBS)
- 토리코(카툰네트워크) - 마치
- 대니팬텀(니켈로디언) - 랜서
- 드래곤볼Z 극장판(MOVIE) - 피콜로
- 꿈을 찍는 이안(EBS) - 타이론
- 단짝친구 바리와 뭉치(EBS)
- 별난 가족 힐(EBS) - 제우스
- 아이들이 사는 성 (EBS) - '나'편 쿠퍼션, 대뇌요원1
- 자크 쿠스토의 해양 탐사대(EBS) - 로널드
- 레전드 블레이드킹 (재능TV) - 전천우, 밤부킹
- 초속변형 자이로제타(투니버스) - 윤가람
- 엘시드 (KBS) - 알무타人 왕자

### 게임
- 진 삼국무쌍 2 - 조운
- 디아블로3
- 도타 2 - 폭풍령
- 스타크래프트 2 - 마르

### 외화

#### 드라마
- 공룡캠프의 비밀 (EBS)
- 그레이 아나토미 (KBS) - 조지 오말리 (T.R. 나이트)
- 경감 메그레 (KBS) - 라프앙트 (레오 스타즈)
- 경감 메그레2 (KBS) - 라프앙트
- 닥터 후 (KBS) - 루크
- FBI 마술 수사대 디셉션 (KBS) - 매슬린 (아담 페라라)
- 로마 (SBS) - 키케로 (데이비드 뱀버)
- 로스트 (KBS) - 분 칼라일 (이안 소머헐더)
- 로즈 레드 (KBS) - 볼린저 외
- 마법사 멀린 (KBS) - 에드윈 (줄리안 린드 터트) / 세르당 (알룬 래글런) / 오와인 (카일 레드몬드-존스)
- 먼데이 모닝스 (MBC)
- 미스트리스 - 위험한 연인들 (KBS) - 샘 (맥스 브라운)
- 삼국지 (KBS) - 곽가
- 샌디베이의 악동들 (KBS) - 러스 (벤자빈 스미드지)
- 셜록 (KBS) - 서배스천 (버티 카벨)
- 신드바드 (KBS) - 리프 (리 잉글리비)
- 심해원정대 오르페우스호 (KBS) - 빈센트 (사샤 다완)
- 아라비안 나이트 (TBC) - 지아파
- 울트라맨 티가 (MBC 무비스) - 준
- 워리어스 (KBS) - 에데코
- 최후의 카테고리 7 (KBS) - 스튜어트 (제임스 커크)
- 콜드 케이스 (KBS) - 에릭
- 파워 포스 레인저 - 블루 죠스
- 파워레인저 트레인포스 (대원방송) - 홍무현(트레인 6호) (나가하마 신)
- 파워레인저 붐붐포스 (대원방송) - 홍무현(트레인 6호)

### 영화
- 25살의 키스 (SBS)
- 극속전설 (KBS) - 제인
- 꼬마돼지 베이브 (SBS) - 렉스 (휴고 위빙)
- 나 홀로 집에 2 (SBS) - 버즈(데빈 라트레이)
- 내 남자친구의 결혼식 (KBS) - 마이클의 동생 (크리스토퍼 마스터슨)
- 내 생애 최고의 데이트 (SBS) - 매니저 (숀 헤이스)
- 뉴욕 아이 러브 유 (KBS) - 데이비드 (올랜도 블룸) / 남자 (저스틴 바사) / 택시 기사
- 뉴저지 드라이브 (KBS) - 마젯
- 다크 블루 올모스트 블랙 (KBS) - 호르헤 (큄 구티에레스)
- 닥터 스트레인지 - 조나단 팽본(벤저민 브랫)
- 더블 로맨스 (KBS) - 조이
- 동물 구조대 사바나 원정기 (EBS) - 마이크 (파트리크 마르덴스)
- 데스페라도 (SBS) - 픽업 가이 (쿠엔틴 타란티노)
- 디트로이트 락 시티 (KBS) - 렉스
- 딥 라이징 (KBS) - 팬투치(케빈 J. 오코너)
- 라이딩 위드 보이즈 (KBS)
- 라카와나 블루스 (KBS) - 루벤(힐 하퍼)
- 레인디어 게임 (SBS)
- 레지던트 이블 (KBS) - 캐플런 (마틴 크루스) / 블루(조셉 메이)
- 레터스 투 줄리엣 (KBS) - 빅터 (가엘 가르시아 베르날)
- 로보캅 3 (KBS) - 운전사(제임스 로린즈)
- 리딕: 헬리온 최후의 빛 (KBS) - 바코 (칼 어번)
- 마운틴 패트롤 (KBS) - 핑춰
- 마이티 덕3 (KBS)
- 메트로 (SBS) - 캐빈
- 몰랫츠 (KBS) - 티에스 (제러미 린덴)
- 무서운 영화 (SBS)
- 뮌헨 (KBS) - 알리 (오마르 메트왈리) / 안드레스(모리츠 블라이브트로이)
- 미로 (KBS) - 프로프
- 밀레니엄 캅 (KBS) - 하후
- 반지의 제왕: 반지 원정대 (KBS) - 피핀 (빌리 보이드)
- 방탄승 (SBS)- 수도승(알버트 창)
- 버스데이 걸 (SBS) - 알렉세이 (뱅상 카셀)
- 버추얼 웨폰 (KBS) - 천은 (송승헌)
- 보이스 앤 걸스 (KBS) - 헌터
- 보일러 룸 (KBS) - 세스 (지오바니 리비시)
- 볼케이노 (KBS)  - 갠터 (마이클 리스폴리)
- 부메랑 (KBS)
- 북경 자전거 (KBS) - 곽연귀 (최림)
- 불의 전차 (KBS) - 오브리(니콜라스 파렐)
- 브라더스 (KBS) - 피터 (포 헨릭슨)
- 블래스트 (SBS) - 트로이 (데이브 폴리)
- 비커밍 제인 (KBS) - 존 (리오 빌)
- 사강의 요새 (KBS) - 게인드르즈 중위
- 샤인 (KBS) - 토니 (저스틴 브라인)
- 설원의 윌 (KBS) - 워드 (마커스 클렘프)
- 슬럼독 밀리어네어 (KBS) - 살림 (마드허 미탈)
- 쌍룡회 (KBS)
- 아스테릭스(KBS) - 말로시누스(미셸 뮐러)
- 아바타 (디즈니플러스) - 제이크 설리 (샘 워싱턴)
- 아웃랜드 (KBS) - 탈로우 (존 라첸버거)
- 알라딘 - 자파 (마르반 켄자리)
- 알비노 엘리게이터 (KBS)
- 어벤저스 (KBS) - 스티브 로저스 / 캡틴 아메리카 (크리스 에반스)
- 어페어 오브 더 넥클리스 (SBS) - 칼리오스트로 백작 (크리스토퍼 워컨)
- 영광의 대가 (KBS) - 서니
- 에어포트 (KBS) - 피터 (존 핀드레이터)
- 엘리트 스쿼드 (KBS) - 머사이어스 (앙드레 라미로)
- 엠파이어 레코드 (KBS) - 워텐 (브렌던 섹스턴 3세)
- 위대한 탄생 (KBS) - 요셉 (앤드류 부찬)
- 윈스턴 처칠의 폭풍전야 (KBS) - 랜돌프
- 워터 보이즈 (KBS) - 스즈키 (츠마부시 사토시)
- 웨딩플래너 (SBS)
- 응징자 (KBS) - 마피아(콜린 핸들리)
- 의문의 실종 (KBS) - 데이빗
- 이완 맥그리거의 인질 (KBS)
- 이클립스 (KBS) - 재스퍼 (잭슨 래스본)
- 재회 (KBS) - 파블로 (엘로이 아소린)
- 제너럴(KBS) - 경찰
- 죽음의 터널(KBS)
- 좋은 친구들 (SBS) - 소니(토니 대로) / 마피아(빈센트 패스토어)
- 지옥의 묵시록 : 리덕스 (KBS)
- 집으로 가는 길 (KBS) - 장여 (쩡하오)
- 처키의 신부 (KBS)
- 천국의 맞은편 (KBS) - 존 엘더 그로버그 (콜리포키) (크리스토퍼 고럼)
- 카핑 베토벤 (KBS) - 칼 베토벤 (조 앤더슨)
- 캔디데이트 (KBS) - 미카엘 (데이비드 덴칙) 외
- 갤럭시 퀘스트 (SBS) - 마테사르(엔리코 콜런토니)
- 콘택트 (KBS) - 피셔 (제프리 블레이크)
- 키스 오브 드래곤 (SBS)
- 퍼펙트 머더 (SBS)
- 펭 슈이 (KBS) - 인톤 (제이 머낼로)
- 폴라 익스프레스 (SBS) - 요정
- 프로텍터 (KBS)
- 프리쳐스 와이프 (KBS)
- 프린세스 다이어리 (KBS) - 마이클 (로버트 슈워츠먼)
- 타이타닉(KBS) - 반즈(올리버 페이지) / 선원(스콧 G. 앤더슨) / 통신원(그레고리 쿡)
- 타이타닉 타운(SBS) - 핀바 (데스 매콜리어)
- 템플 기사단의 잃어버린 보물 (EBS) - 마티어스 (닉클라스 스바레 안데르센)
- 화이트 히어로(KBS) - 경호원
- 흑협2(KBS)
- K-19: 위도우메이커 (KBS) - 바딤 래드친코 (피터 사스가드)

### 드라마CD
- 천일야화 시즌1 (DiiVaa) - 샤리야르
- 천일야화 시즌2 (DiiVaa) - 샤리야르
- Rainbow project - Blue (DiiVaa) - 왕자

### 방송
- 희망릴레이 우리는 한가족(KBS)
- 2007.01.16 KBS 세계걸작다큐멘터리 <총, 세균 그리고 강철- 3부 열대속으로> (KBS)
- 2015.09.13 특선 <나홀로 세계여행> (대구 MBC)
- 2016.12.29 KBS 세상의 모든 다큐 <파리를 흔든 테러, 3일의 기록> (KBS)
- 2019.02.12 KBS 시사기획 창 <현대가의 '자유항공' 탈취 40년사> (KBS)

### 라디오

#### KBS 라디오 문학관 (KBS 한민족방송)
- 2012.06.10 이청준 作 <선학동 나그네> - 주막 사내
- 2015.11.29 윤민우 作 <원피스> - 나
- 2016.07.18 손보미 作 <여자들의 세상> - 그
- 2016.12.11 김혜진 作 <아웃 포커스> - 나
- 2018.10.14  최민우 作 <가을의 곡선>

#### KBS 무대 (KBS 한민족방송)
- 2000.01.16 <새들은 뒤를 돌아보지 않는다>
- 2000.04.30 <이웃집여자>
- 2000.06.04 <세븐티, 세븐틴>
- 2000.10.01 <우리가 헤어질 때>
- 2000.11.26 <머피의 법칙>
- 2002.09.29 <소크라테스와 불돌이> - 규석
- 2002.12.22 <자장가를 부르는 여자> - 남자1
- 2012.07.21 <그리고 아무 말도 하지 않았다> - 성제
- 2013.08.17 <두 여자> - 성민
- 2017.01.21 <카모마일 차를 마시는 밤> - 도그
- 2017.07.15 <살림의 명수> - 박명수
- 2017.09.30 <옷 입는 여자> - 장준오
- 2018.02.10 <밥 한 끼> - 금요남
- 2018.04.28 <짠내 나는 청춘> - 유사장

#### KBS 라디오 극장 (KBS 한민족방송)
- 2010.10.01~2010.10.31 진산 作 <대사형> - 장삼
- 2014.06.01~2014.06.30 김대현 作 <홍도> - 이진길 / 한빈
- 2017.02.01~2017.02.28 정규웅 作 <붉은 꽃, 나혜석> - 사토 야타
- 2017.12.01~2017.12.24 도진기 作 <악마는 법정에 서지 않는다> - 고진
- 2017.12.25~2017.12.27 2017 라디오극장 스페셜 <반지의 비밀> - 고진
- 2018.05.01~2018.05.31 손원평 作 <서른의 반격> - 최대표
- 2019.02.01~2019.02.28 선자은 作 <제2우주> - 우현서

#### KBS 라디오 여행기 (KBS 제3라디오)
- 2011.11.13~2011.12.03 라디오 여행기 - 정석범 作 <유럽예술기행록>

#### 기타 라디오
- 환타지 특급 - 드래곤 라자 (KBS) - 제레인트
- KBS 엄길청의 성공시대 제12화 김순진 맛의 승부사 입맛 물러 나가다
- EBS 라디오 문학관 <박연희 作 증인> - 현
- 2003.10.30~2003.11.01 EBS 라디오 문학관 <전상국 作 우상의 눈물>
- 2003.11.14~2003.11.15 EBS 라디오 문학관 <한말숙 作 신화의 단애> - 청년
- 2004.01.05~2004.01.07 EBS 라디오 문학관 <최윤 作 회색 눈사람> - 안
- 2004.05.30 KBS 다큐멘터리 인물과 사건 <그 때, 명동성당이 있었다> - 신부
- 2004.08.30~2004.09.11 KBS 엄깉청의 성공시대 제23화 김복현의 명동 빨계떡
- 2004.09.05 KBS 다큐멘터리 인물과 사건 <그래도 껴안아야 할 그들 소년범!> - 소년4
- 2005.05.29 KBS 교통캠페인 드라마 <노란 안전선 위의 행복> 다시 일어서는 쿵따리 샤바라
- 2005.07.04~2005.07.09 EBS 라디오 문학관 <헤르만 헤세 作 데미안> - 에밀 싱클레어
- 2006.02.13~2006.02.18 EBS 조경란의 라디오 문학관 <성석재 作 아름다운 날들>
- 2006.07.10~2006.07.12 EBS 조경란의 라디오 문학관 <엄홍길 作 8000미터의 희망과 고독>
- 2007.04.22 KBS 다큐멘터리 인물과 사건 <장애인의 달 특별기획 2부작-제2부 “장애인이 되고 싶은 희귀병환자들”> - 이영학
- 2007.05.13 KBS 다큐멘터리 인물과 사건 <만 18세 이상 보육원생, 어디로 가야하나?> - 현철
- 2007.06.24 KBS 다큐멘터리 인물과 사건 <57년만의 귀환, 학도병 유해 발굴> - 정효명
- 2008.03.17~2008.03.22 EBS 고전극장 <양반전> - 막동 / 암행감사
- 2008.06.30~2008.07.12 EBS 고전극장 <한중록> - 사도세자 / 세손
- 2008.10.20~2008.10.24 TBS 입체낭독 라디오 문학관 <엘리베이터에 낀 그 남자는 어떻게 되었나?>
- 2009.02.09~2009.02.13 TBS 입체낭독 라디오 문학관 <행복한 재앙>
- 2010.05.03~2010.05.28 TBS 서울 600년을 걷다 <황희 편> - 대신 / 김종서
- 2010.08.02~2010.08.27 TBS 서울 600년을 걷다 <조광조 편> - 연산군
- 2010.08.30~2010.10.01 TBS 서울 600년을 걷다 <유성룡 편> - 오다 노부나가 하인 / 광해군 / 이여송
- 2010.10.04~2010.10.29 TBS 서울 600년을 걷다 <이항복 편> - 광해군
- 2010.11.01~2010.12.03 TBS 서울 600년을 걷다 <최명길 편> - 광해군
- 2011.02.07~2011.03.11 TBS 서울 600년을 걷다 <대원군과 명성왕후 편> - 대신
- 2014.03.27~2014.04.05 EBS 라디오 인물열전 <윤동주> - 윤동주

### 오디오 드라마
- SNS 천재가 된 홍대리  (오디언)
- The One 더원 (오디언) - 백건
- 1004호 그녀 (오디언) - 도경
- 결혼을 추천합니다 (오디언) - 지건우
- 궁에는 개꼿이 산다 (오디언) - 언
- 관계의 재발견 (오디언)
- 관계 정리가 답이다 (오디언)
- 광개토대왕 (오디언)
- 그리스 신화 - 제우스 (오디언)
- 그림자의 사랑 (오디언) - 강민철
- 기독교인이 죽기전에 반드시 읽어야 할 책 100 (오디언)
- 나는 셜록홈즈처럼 살고 싶다  (오디언)
- 난세, 사람이 답이다  (오디언)
- 내가 꿈을 이루면 나는 누군가의 꿈이 된다 (오디언)
- 내 마음의 보석상자 (오디언) - 알렉스
- 내 여자 말희 (오디언) - 한재건
- 내 인생의 작전타임 (오디언)
- 노비에서 양반으로, 그 머나먼 여정 (오디언)
- 누드, 탈춤을 추다 (오디언)
- 능해목의 령 (오디언) - 야율
- 당신의 심장에 정조준 (오디언) - 서하준
- 대한민국 쓰레기 시멘트의 비밀  (오디언)
- 대한민국 청소년들에게 (오디언)
- 도미노 공부법  (오디언)
- 독도 인 더 헤이그 ⅰ (오디언)
- 동동 (오디언)
- 동맹의 그늘 (오디언)
- 드림 스파이 (오디언)
- 라스베이거스 짬뽕 사건 (오디언)
- 로미오와 줄리엣 (오디언)
- 리나가 돌아왔다 (오디언) - 김선욱
- 마검패검 (오디언) - 전옥심
- 몬스터 로드 (오디언) - 갈린
- 몸값 (오디언) - 최준영
- 무아 (오디언) - 천무국 황제
- 무엇이 청춘을 힘들게 하는가 (오디언)
- 미디어 몽구, 사람을 향하다 (오디언)
- 미러링 스피치 (오디언)
- 미술관 점거사건 (오디언)
- 미스터 쥬델 (오디언) - 유이
- 박혁거세 (오디언)
- 백그라운드 브리핑 (오디언) - 김민기
- 버텨낼 권리 (오디언)
- 부용화 (오디언)
- 비단 속옷 (오디언) - 수
- 비련사 가는 길 (오디언)
- 사람의 마음을 읽는 시간 0.2초 (오디언)
- 생각지도 못한 생각지도 (오디언)
- 생사박 (오디언) - 흑저
- 싱크홀 (오디언)
- 셜록 홈즈 - 바스커빌가의 개  (오디언) - 헨리 바스커빌
- 소화 (오디언) - 자운
- 아마테라스 오미카미 (오디언)
- 아버지의 길 (오디언)
- 아이를 행복하게 만드는 아빠양육  (오디언)
- 약혼 8년차 (오디언) - 정신혁
- 어느 전투 조종사의 사랑 (오디언) - 정우혁
- 억울한 의료사고, 제대로 대처하는 법  (오디언)
- 언제나 민생을 염려하노니 (오디언)
- 얼음나무 숲 (오디언) - 트리스탄 / 듀프레
- 영혼의 방아쇠를 당겨라 [新비단속옷] (오디언) - 김민
- 우리의 소원은 전쟁 (오디언)
- 운명을 바꾸는 10년 통장  (오디언)
- 월레스트 (오디언)
- 유영만의 청춘경영 (오디언)
- 유쾌한 골프세상 (오디언)
- 은주를 지켜라 (오디언) - 한시건
- 외교관 아빠가 들려주는 외교 이야기  (오디언)
- 외로우면 걸어라 (오디언)
- 인더스트리 4.0  (오디언)
- 인생은 혼자 떠나는 모험이다  (오디언)
- 잘 나가는 직장인은 1%가 다르다  (오디언)
- 장사를 했으면 이익을 내라  (오디언)
- 조각케이크 (오디언) - 시혁
- 조선의 아웃사이더 (오디언)
- 죽은 여왕을 위한 파반느 (오디언)
- 죽음의 한일전 (오디언)
- 천년의 사랑 (오디언)
- 첫사랑 (오디언) - 성혁
- 추억의 평화다방 (오디언) - 성혁
- 춘몽 (오디언) - 경륜태자
- 키아누 리브스 꼬시기 (오디언) - 로빈
- 태극문 (오디언) - 조자건
- 투자, 전쟁에 묻다  (오디언)
- 특종 1987  (오디언)
- 폭풍의 언덕 (오디언)
- 하얀 로나프강 (오디언) - 사야카
- 한나절에 읽는 일본 근현대사 (오디언)
- 협상 시크릿 (오디언)
- 후지산은 태양이 뜨지 않는다 (오디언)